# Ivan Sergeev
Ivan Vladimirovič Sergeev (in russo Иван Владимирович Сергеев?; Čerepovec, 11 maggio 1995) è un calciatore russo, attaccante del Kryl'ja Sovetov Samara.

## Caratteristiche tecniche
È un centravanti.

## Carriera

### Club
Cresciuto nello Strogino Mosca, debutta in prima squadra il 22 aprile 2014 in occasione dell'incontro di terza divisione pareggiato 0-0 contro il Dnepr Smolensk. Nel 2016 gioca in prestito in Lettonia con il Riga FC dove fatica però a trovare spazio. Rientrato allo Strogino, nella prima metà della stagione 2016/2017 realizza 16 reti in altrettanti incontri, sufficienti per ottenere il titolo di capocannoniere; a metà stagione passa al Tambov con cui gioca solo 7 incontri.
Nel 2018 viene acquistato dal Torpedo Mosca con cui conquista la promozione in seconda divisione vincendo nuovamente il titolo di capocannoniere con 16 reti in 26 presenze; rimane al club per un'ulteriore stagione - risultando nuovamente capocannoniere - prima di passare al Kryl'ja Sovetov Samara con cui guadagna la promozione in Prem'er-Liga vincendo nuovamente il titolo di capocannoniere con 40 reti in 39 incontri. Il 25 luglio 2021 debutta nella massima divisione russa in occasione dell'incontro perso 2-1 contro l'Achmat Groznyj.

### Nazionale
Realizza il suo primo gol in nazionale maggiore nel successo per 4-0 in amichevole contro la Serbia.

## Statistiche

### Cronologia presenze e reti in nazionale
| Cronologia completa delle presenze e delle reti in nazionale ― Russia | Cronologia completa delle presenze e delle reti in nazionale ― Russia | Cronologia completa delle presenze e delle reti in nazionale ― Russia | Cronologia completa delle presenze e delle reti in nazionale ― Russia | Cronologia completa delle presenze e delle reti in nazionale ― Russia | Cronologia completa delle presenze e delle reti in nazionale ― Russia | Cronologia completa delle presenze e delle reti in nazionale ― Russia | Cronologia completa delle presenze e delle reti in nazionale ― Russia |
| Data                                                                  | Città                                                                 | In casa                                                               | Risultato                                                             | Ospiti                                                                | Competizione                                                          | Reti                                                                  | Note                                                                  |
| --------------------------------------------------------------------- | --------------------------------------------------------------------- | --------------------------------------------------------------------- | --------------------------------------------------------------------- | --------------------------------------------------------------------- | --------------------------------------------------------------------- | --------------------------------------------------------------------- | --------------------------------------------------------------------- |
| 16-10-2023                                                            | Adalia                                                                | Russia                                                                | 2 – 2                                                                 | Kenya                                                                 | Amichevole                                                            | -                                                                     | 67’                                                                   |
| 21-3-2024                                                             | Mosca                                                                 | Russia                                                                | 4 – 0                                                                 | Serbia                                                                | Amichevole                                                            | 1                                                                     | 65’                                                                   |
| 7-6-2024                                                              | Minsk                                                                 | Bielorussia                                                           | 0 – 4                                                                 | Russia                                                                | Amichevole                                                            | -                                                                     | 62’                                                                   |
| 19-3-2025                                                             | Mosca                                                                 | Russia                                                                | 5 – 0                                                                 | Grenada                                                               | Amichevole                                                            | -                                                                     | 66’                                                                   |
| 6-6-2025                                                              | Mosca                                                                 | Russia                                                                | 1 – 1                                                                 | Nigeria                                                               | Amichevole                                                            | -                                                                     | 68’                                                                   |
| 10-6-2025                                                             | Minsk                                                                 | Bielorussia                                                           | 1 – 4                                                                 | Russia                                                                | Amichevole                                                            | -                                                                     |                                                                       |
| Totale                                                                |                                                                       | Presenze                                                              | 6                                                                     |                                                                       | Reti                                                                  | 1                                                                     |                                                                       |

## Palmarès

### Club

#### Competizioni nazionali
- PFN Ligi: 1

Kryl'ja Sovetov Samara: 2020-2021
- Pervenstvo Professional'noj Futbol'noj Ligi: 2

Torpedo Mosca: 2018-2019
Kryl'ja Sovetov Samara: 2020-2021
- Campionato russo: 2

Zenit: 2022-2023, 2023-2024
- Coppa di Russia: 1

Zenit: 2023-2024
- Supercoppa di Russia: 2

Zenit: 2023, 2024

### Individuale
- Capocannoniere della PPF Ligi: 2

Strogino Mosca: 2017-2018
Torpedo Mosca: 2018-2019
- Capocannoniere della PFN Ligi: 2

Torpedo Mosca: 2019-2020
Kryl'ja Sovetov Samara: 2020-2021
- Capocannoniere della Coppa di Russia: 1

2023-2024 (5 reti)